# Корищенко, Константин Николаевич
Константин Николаевич Корищенко (родился 28 августа 1958 года в городе Запорожье) — российский финансист, заместитель председателя Центрального банка России (2002—2008), заведующий кафедрой в РАНХиГС.

## Биография
Окончил Московский государственный университет им. М. В. Ломоносова (1980), факультет вычислительной математики и кибернетики. Доктор экономических наук. Темы диссертаций: «РЕПО как эффективный инструмент управления ликвидностью банковской системы» (кандидатская, 1999 год); «Концепция перехода к инфляционному таргетированию в России» (докторская, 2007 год)
- В 1980—1984 — инженер НИИ молекулярной электроники.
- В 1984—1988 — старший инженер, ведущий инженер НИИ «Научный Центр».
- В 1988—1989 — и. о. старшего научного сотрудника, ведущий инженер, заведующий лабораторией ВНИИ комплексных проблем полиграфии.
- В 1989—1990 — старший редактор, заведующий учебно-консультационным центром издательства «Юридическая литература».
- В 1990—1992 — директор ТОО «Рябина Лимитед».
- В 1992 — директор АО «Руна».
- В 1992—1995 — начальник отдела вторичного рынка управления ценных бумаг, заместитель начальника управления ценных бумаг — начальник отдела по операциям на фондовом рынке Центрального банка России.
- В 1995—2000 — заместитель директора департамента ценных бумаг, директор департамента операций на открытом рынке Центрального банка России.
- В 2000—2001 — президент некоммерческого партнёрства «Фондовая биржа РТС».
- В 2001—2002 — управляющий директор ЗАО «Инвестиционная компания „Тройка Диалог“».
- В 2002—2008 — заместитель председателя Центрального банка России.
- В 2003—2008 — председатель совета директоров ММВБ.
- 2008—2010 — президент ЗАО ММВБ.
- С 6 марта 2009 года занимал также пост генерального директора ММВБ.
- В октябре 2010 перешёл на работу в Merrill Lynch.
- В 2012 году возглавил АКБ Инвестбанк.

В рейтинге высших руководителей — 2010 газеты «Коммерсантъ» занял VI место в номинации «Финансовый сектор».

## Уголовное преследование
18 июня 2021 года был задержан в Москве. Константину Корищенко было предъявлено обвинение по ч. 4 ст. 160 УК РФ (присвоение или растрата в особо крупном размере) в рамках выделенного из основного расследования по хищениям в Инвестбанке. Статья предусматривает лишение свободы на срок до 10 лет лишения свободы со штрафом в размере до 1 млн руб. Содержался в СИЗО до июня 2022, когда мера пресечения была изменена на домашний арест. 19 сентября 2023 Таганский районный суд Москвы приговорил Корищенко к 7 годам колонии общего режима. 25 декабря 2023 года Мосгорсуд изменил сентябрьский приговор, постановив освободить Корищенко в связи с истечением срока давности.